# Кифер, Михаэль Маттиас
Михаэль Маттиас Кифер (нем. Michael Mathias Kiefer; 8 июля 1902, Мюнхен — март 1980, Иберзе) — немецкий художник и скульптор мюнхенской школы.

## Жизнь и творчество
Родился в семье пекаря. После окончания средней школы работал препаратором при Зоологическом музее Мюнхена, одновременно начал заниматься живописью и ваянием. В 1925—1927 и в 1931—1933 участвовал в первой и второй экспедициях профессора Крига в район Гран-Чако в Южной Америке. Написанные им в Южной Америке полотна выставлялись в Асунсьоне и в Буэнос-Айресе.
В 1933 поступил в мюнхенскую Академию изящных искусств; за время учёбы совершил учебные поездки в Восточную Пруссию, Турцию, Венгрию. В 1934 году, после бракосочетания с Бертой Лейтнер, поселился в Фельдвизе на верхнебаварском озере Кимзе, где много работал в областях живописи и скульптуры. Продолжал путешествовать по всему миру: посетил восточное побережье США и Канады, в 1951—1952 — Восточную Африку, в 1963 — Швецию и Норвегию.
Творческое наследие представлено пейзажной живописью, портретами людей, изображениями животных и обнажённой натуры; писал также охотничьи сценки. Художник работал акварелью и масляными красками. Среди его работ немало таких, которые были созданы во время его многочисленных путешествий по Южной Америке, Африке, Скандинавии. Произведения неоднократно выставлялись в музеях и галереях Берлина, Мюнхена и Дюссельдорфа. Более 40 лет также занимался иллюстрированием журналов для охотников.

## Память
В 1982 году, к памятной выставке работ художника, был выпущен ограниченным тиражом художественный 215-страничный альбом с иллюстрациями работ М. Кифера.